# Vlaamse Leergangen
De Vlaamse Leergangen was een Vlaamse vereniging aan de Katholieke Universiteit Leuven. Ze werd in 1924 opgericht met als doel Nederlandstalige colleges aan de universiteit in te richten. In 2003 ging de vereniging in de Academische Stichting Leuven op.

## Geschiedenis
De Vlaamse Leergangen werd op 29 oktober 1924 door Emile van Dievoet, Joris Helleputte, Adriaan Noyons, Prosper Poullet, Prosper Thuysbaert, Frans Van Cauwelaert en Aloys Van de Vyvere opgericht. Pieter-Jozef Sencie was de eerste voorzitter.
Met de steun van verschillende Vlaamse verenigingen nam het aantal Nederlandstalige colleges aan de Katholieke Universiteit Leuven in de jaren 1930 toe. Hiermee droeg de Vlaamse Leergangen bij aan de vernederlandsing van de universiteit. In 1947 werd voor het eerst het wetenschappelijk tijdschrift Onze Alma Mater gepubliceerd. In 1959 begon de bouw van het Huis der Vlaamse Leergangen op de hoek van de Muntstraat en de Boekhandelstraat.
Na de splitsing van de universiteit in 1968 in een Nederlandstalige en een Franstalige universiteit was het hoofddoel van de Vlaamse Leergangen bereikt. In 2003 ging de vereniging op in de Academische Stichting Leuven (ASL) en wijzigde het tijdschrift Onze Alma Mater in Karakter. Het Huis der Vlaamse Leergangen werd overgedragen aan de stad Leuven, die het in 2009 aan Cera verkocht. Het gebouw was niet als monument beschermd en werd in 2016 afgebroken. Op de locatie bouwde Cera een nieuw hoofdkantoor. In 2019 werd een herdenkingssteen van het afgebroken gebouw in de Universiteitshal geplaatst.